# La Roue Tourangelle 2023
La Roue Tourangelle 2023, ventunesima edizione della corsa, valida come evento dell'UCI Europe Tour 2023 categoria 1.1 e come quinta prova della Coppa di Francia 2023, si svolse il 26 marzo 2023 su un percorso di 202 km, con partenza da Chambray-lès-Tours e arrivo a Tours, in Francia. La vittoria fu appannaggio dell'irlandese Rory Townsend, il quale completò il percorso in 4h53'16", alla media di 41,328 km/h, precedendo il belga Gerben Thijssen ed il francese Pierre Barbier.
Sul traguardo di Tours 91 ciclisti, dei 113 partiti da Chambray-lès-Tours, portarono a termine la competizione.

## Squadre e corridori partecipanti
| N.    | Cod. | Squadra                  |
| ----- | ---- | ------------------------ |
| 2-7   | ARK  | Team Arkéa-Samsic        |
| 11-16 | COF  | Cofidis                  |
| 21-26 | TEN  | TotalEnergies            |
| 31-35 | ACT  | AG2R Citroën Team        |
| 41-46 | GFC  | Groupama-FDJ             |
| 51-57 | ICW  | Intermarché-Circus-Wanty |
| 61-67 | UXT  | Uno-X Pro Cycling Team   |
| 71-77 | TUD  | Tudor Pro Cycling Team   |
| 81-87 | TFB  | Team Flanders-Baloise    |
| 71-77 | BBH  | Burgos-BH                |

| N.      | Cod. | Squadra                          |
| ------- | ---- | -------------------------------- |
| 91-97   | TEC  | Team Ecoflo Chronos              |
| 101-106 | HPM  | Human Powered Health             |
| 111-117 | EUS  | Euskaltel-Euskadi                |
| 121-127 | BEB  | Bolton Equities Black Spoke      |
| 131-137 | AUB  | St Michel-Mavic-Auber93          |
| 141-147 | UCN  | CIC U Nantes Atlantique          |
| 151-157 | GRL  | Go Sport-Roubaix Lille Métropole |
| 161-167 | NMC  | Nice Métropole Côte d'Azur       |
| 171-177 | TIS  | Tarteletto-Isorex                |

## Ordine d'arrivo (Top 10)
| Pos. | Corridore       | Squadra     | Tempo    |
| ---- | --------------- | ----------- | -------- |
| 1    | Rory Townsend   | Bolton      | 4h53'16" |
| 2    | Gerben Thijssen | Intermarché | s.t.     |
| 3    | Pierre Barbier  | U Nantes    | s.t.     |
| 4    | Arvid de Kleijn | Tudor       | s.t.     |
| 5    | Anthony Perez   | Cofidis     | s.t.     |
| 6    | Timothy Dupont  | Tarteletto  | s.t.     |
| 7    | Paul Penhoët    | Groupama    | s.t.     |
| 8    | Eddy Finé       | Cofidis     | s.t.     |
| 9    | Tord Gudmestad  | Uno-X       | s.t.     |
| 10   | Donavan Grondin | Arkéa       | s.t.     |